# Тайхо-дзюцу
Тайхо-дзюцу (逮捕術), «искусство ареста» – японская система рукопашного боя, ориентированная на практические полицейские задачи, в частности самооборону и арест. Разработка системы началась в 1924 году:
В 1924 году Токийское полицейское управление созвало технический комитет, куда вошли имеющие высокие степени фехтовальщики-мечники, представлявшие кэндзюцу, кэндо и иай-до, а также специалисты по госин-дзюцу (методам самообороны из дзюдзюцу и дзюдо).
В первую группу входили Накаяма Хякудо, Хияма Ёсихицу, Саймура Горо и Хотта Ситэдзиро; Нагаока Сюити, Мифунэ Кюдзо, Накано Сэйдзо, Сато Киносукэ и Каваками Тадаси составили вторую группу. Данный комитет разработал ряд приемов самообороны, основанных на обороне без оружия, и рекомендовал обучать этим приемам всех полицейских. Полицейское управление дало согласие и ввело разработанные методики самообороны в систему обучения полицейских «с той рекомендацией, что сами методы должны пройти тщательное изучение и испытание».
Разработка первой версии полицейской системы самообороны завершилась в 1947 году, ей было присвоено название тайхо-дзюцу, а в качестве учебных материалов были изданы «Тайхо-дзюцу Кихон Кодзо» - «Основы тайхо-дзюцу». В 1949, 1951, 1955, 1962 и 1968 годах состав приёмов тайхо-дзюцу  был пересмотрен.
Кроме собственно рукопашных приёмов и использования традиционной полицейской дубинки «кэйдзё» (125 см) в техники тайхо-дзюцу входят приёмы использования усовершеннствованной полицейской дубинки «кэйбо» (60 см) и специальной телескопической дубинки «токусю кэйбо». При этом использование деревянной дубинки кэйдзё основано на приёмах, взятых из дзёдзюцу, а использование намного более прочной металлической дубинки токусю кэйбо – на приёмах, взятых из дзиттэдзюцу.
Для отработки приёмов противодействия вооружённому человеку используются макеты пистолетов, резиновые ножи.
Кроме полицейских, тайхо-дзюцу используют другие силовые структуры и даже сотрудники охраны императора Японии. В учебных заведениях, готовящих сотрудников частных охранных предприятий, используются собственные вариации программ, основанных на тайхо-дзюцу.